# Encéphalite virale
 Mise en garde médicale
Une encéphalite virale est une variété d'encéphalite infectieuse causée par un virus neurotrope.

## Liste des principaux virus responsables d'encéphalites
- Arbovirus
  - Virus de l'encéphalite de La Crosse
  - Virus de l'encéphalite de Californie
  - Virus de l'encéphalite japonaise
  - Virus de l'encéphalite de Saint-Louis
  - Virus des encéphalites équines
    - Virus de l'encéphalite équine de l'Est
    - Virus de l'encéphalite équine de l'Ouest
    - Virus de l'encéphalite équine vénézuélienne

  - Virus de l'encéphalite de la Murray Valley
  - Virus de l'encéphalite à tiques
  - Virus de l'encéphalite de Powassan
  - Virus du Nil occidental
- Virus herpes simplex (HSV)
- Virus herpes zoster (HZV)
- Virus de la rage
- VIH

## Encéphalite herpétique
Elle est causée par le virus herpes simplex.